# Kōnomine-ji

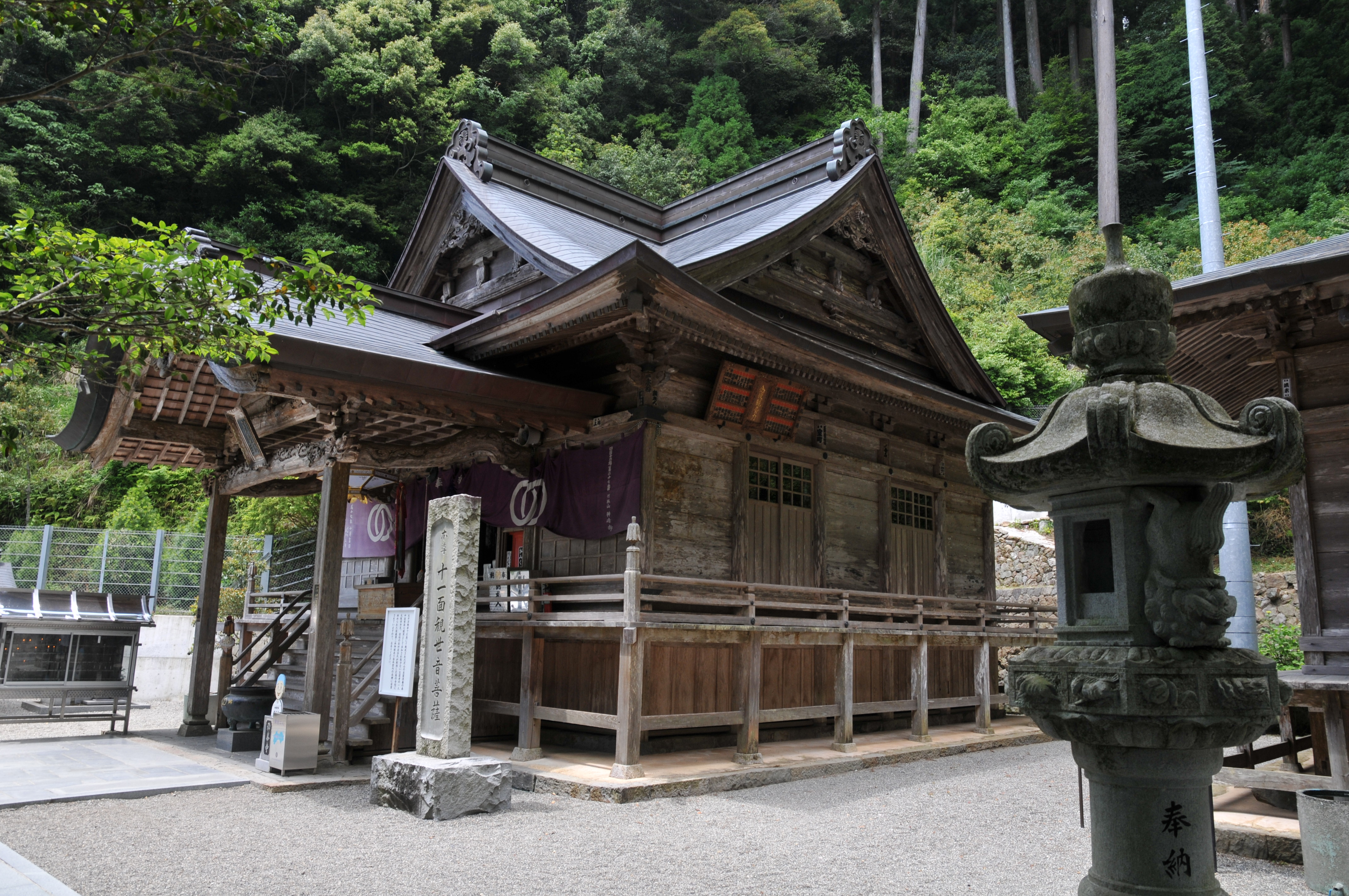
Haupthalle

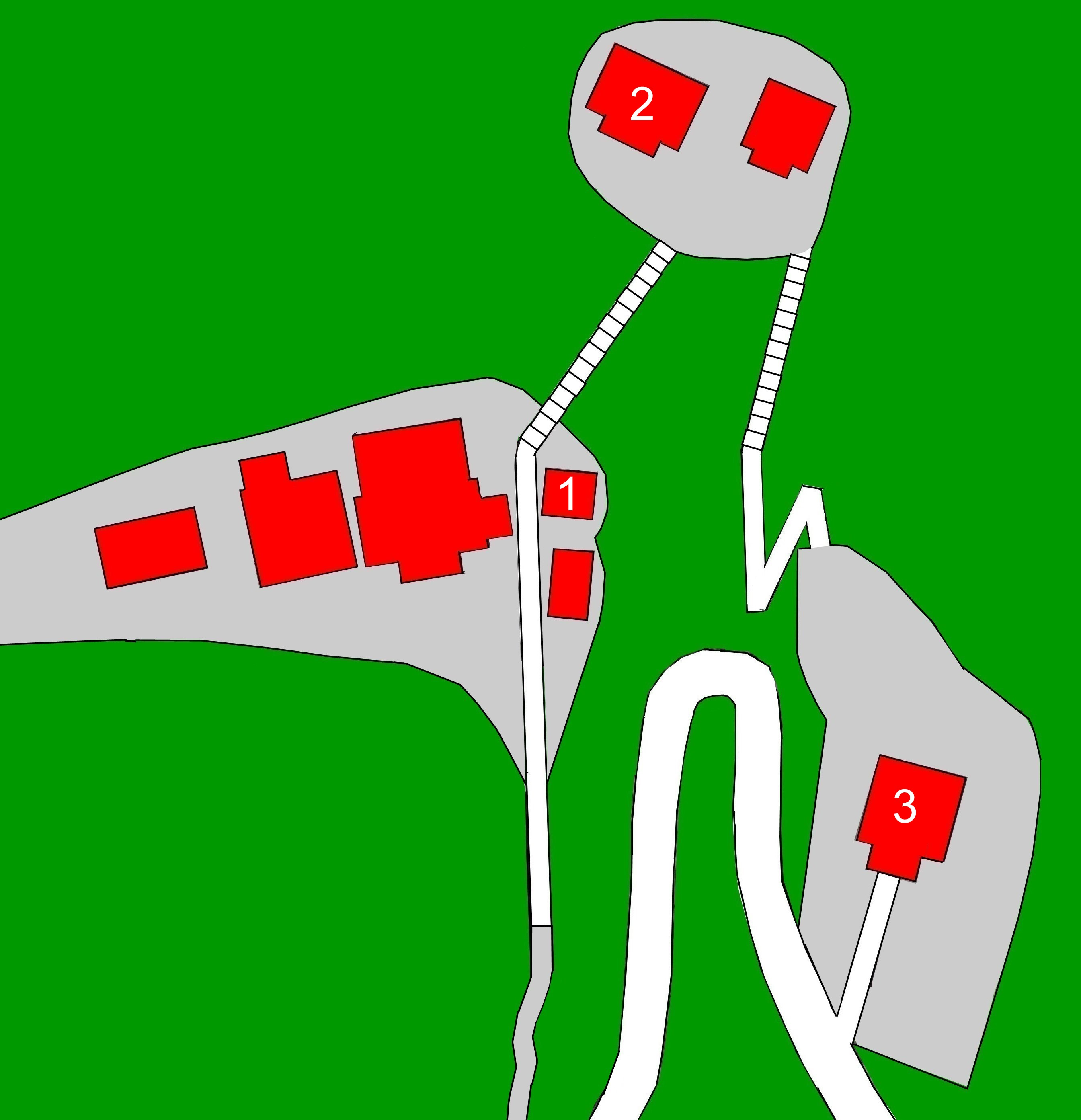
Plan des Tempels (s. Text)

Der Kōnomine-ji (japanisch 神峯寺), mit den Go Chikurinzan (竹林山) und Jizōin (地蔵院) in Yasuda (Präfektur Kōchi), ist ein Tempel, der zur Buzan-Richtung (豊山派) des Shingon-Buddhismus gehört. In der traditionellen Zählung ist er der 27. Tempel des Shikoku-Pilgerwegs.

## Geschichte
Der Überlieferung nach wurde während der Regentschaft der Kaiserin Jingū dort ein Schrein errichtet, in dem Amaterasu und andere Gottheiten verehrt wurden. Später soll Kaiser Shomu im Jahr Tempyō 2 (730) Priester Gyōki angewiesen haben, dort auch einen Tempel zu errichten. Gyōki fertigte eigenhändig eine elfgesichtige Kannon für den Tempel an, an dem vereint buddhistische und shintoistische Götter verehrt wurden. Im Jahr 804 besuchte Priester Kūkai den Tempel, den er „Kannon-Halle“ (観音堂) nannte.
Nach der Meiji-Restauration kam es vor allem in den ersten Jahren zu einer starken Zurückdrängung des Buddhismus zu Gunsten des Shintoismus: der Kōnomine-ji wurde abgerissen; übrig blieb nur der gleichnamige Schrein. In der Mitte der Meiji-Zeit errichtete ein früherer Mönch des Tempels auf den Überresten eine kleine Gebetsstätte. Erst zu Beginn der Taishō-Zeit ergab sich die Möglichkeit, aus einem Dorf der Präfektur Ibaraki das dortige Jizō-in (地蔵院) hierher zu überführen und mit dem Aufbau einer Tempelanlage zu beginnen.

## Anlage
Man betritt die Tempelanlage durch das Tempeltor (山門, Sammon), das hier als Niō-Tor (仁王門) ausgeführt ist. Man steigt weiter hoch, bis man zum Mönchsbereich des Tempels gelangt. Beim Durchqueren dieses schmalen Bereichs sieht man den Glockenturm (鐘楼, Shōrō; 1) auf der rechten Seite, bevor es eine lange Treppe hinauf zur kleinen Haupthalle (本堂, Hondō; 2) geht. Auf einer eigenen Ebene befindet sich die Halle, die dem Tempelgründer gewidmet ist, die Daichidō (大師堂; 3).

## Sehenswürdigkeiten
Hinter der Abtresidenz im Mönchsbereich ist ein Garten im japanischen Stil angelegt, in dem zu allen Jahreszeiten Blüten zu sehen sind. Zur Zeit der Pflaumenblüte kann man die Nachtigall hören. Auf beiden Seiten der Steintreppe stehen Bäume, die mehrere hundert Jahre alt sind.

## Bilder

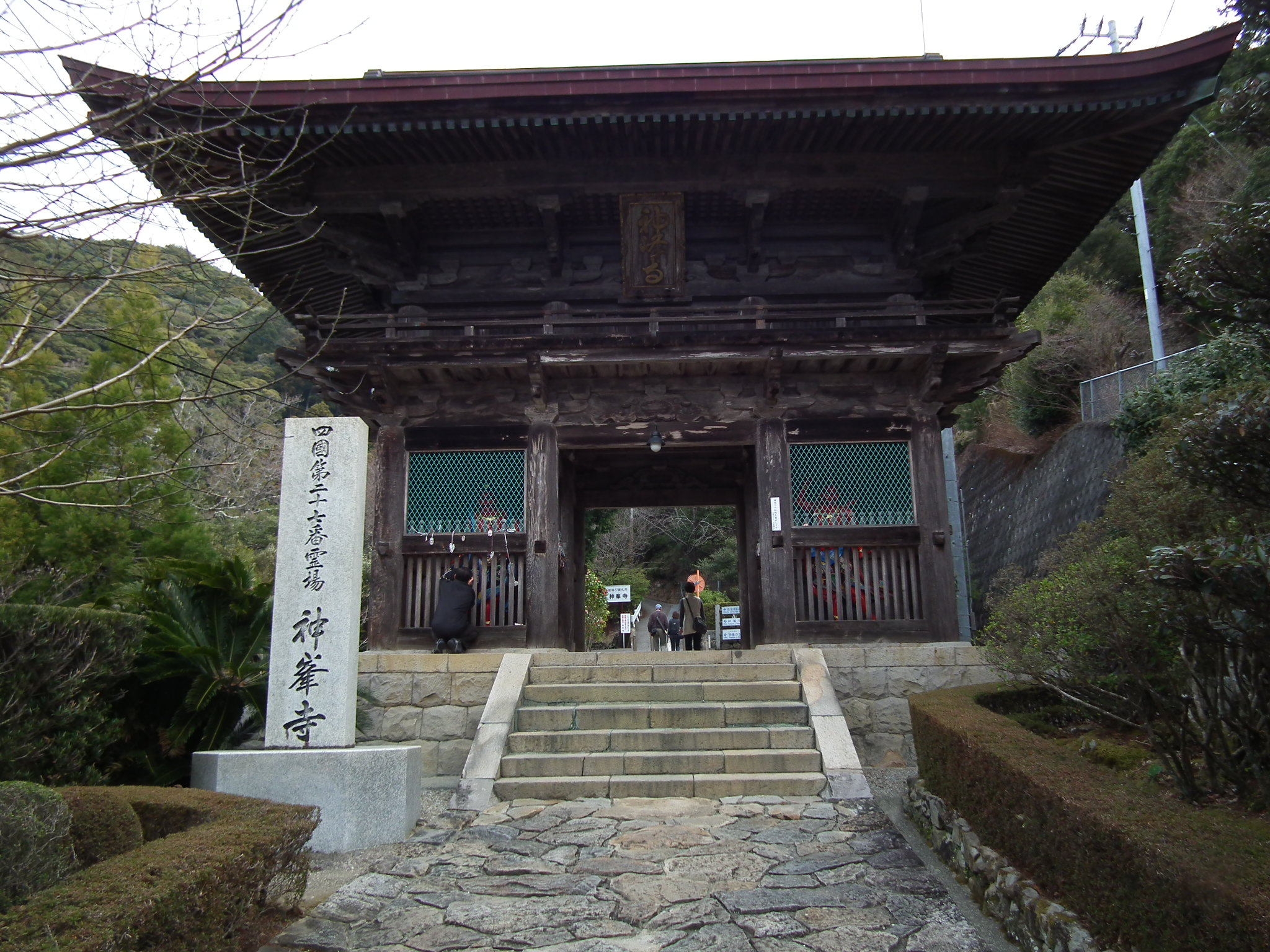
Tempeltor
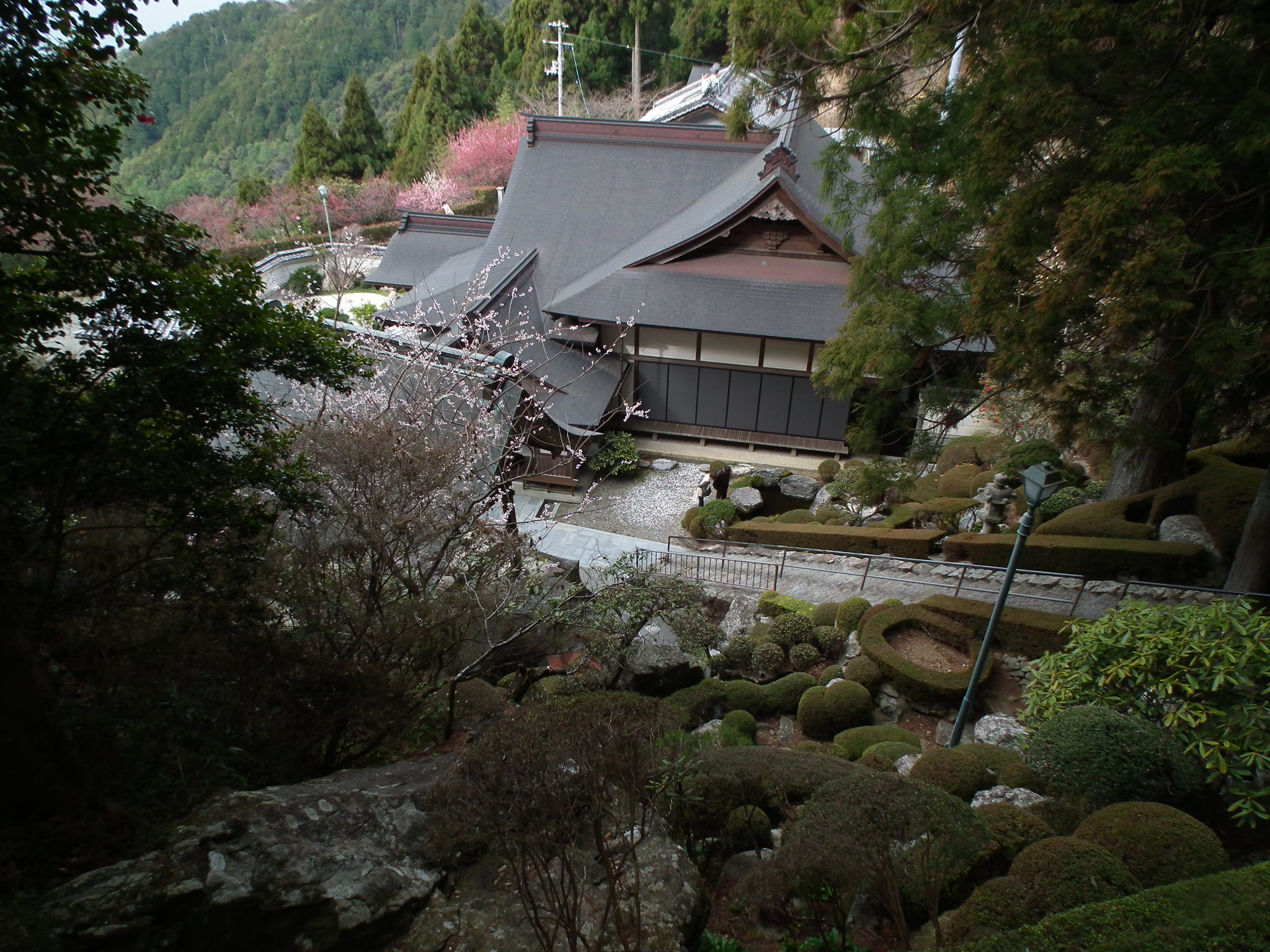
Abtquartier
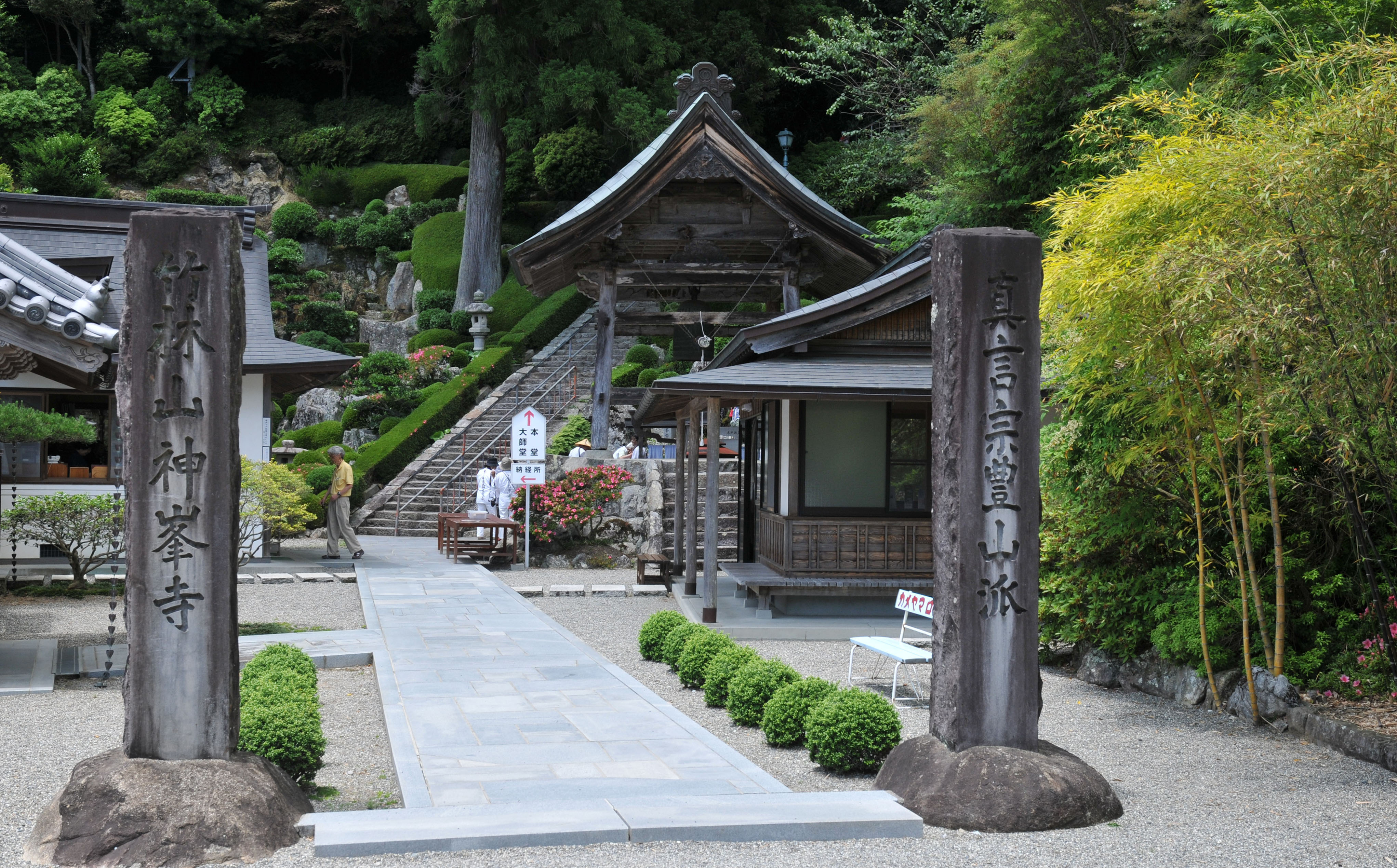
Eingangsbereich mit Glockenturm hinten
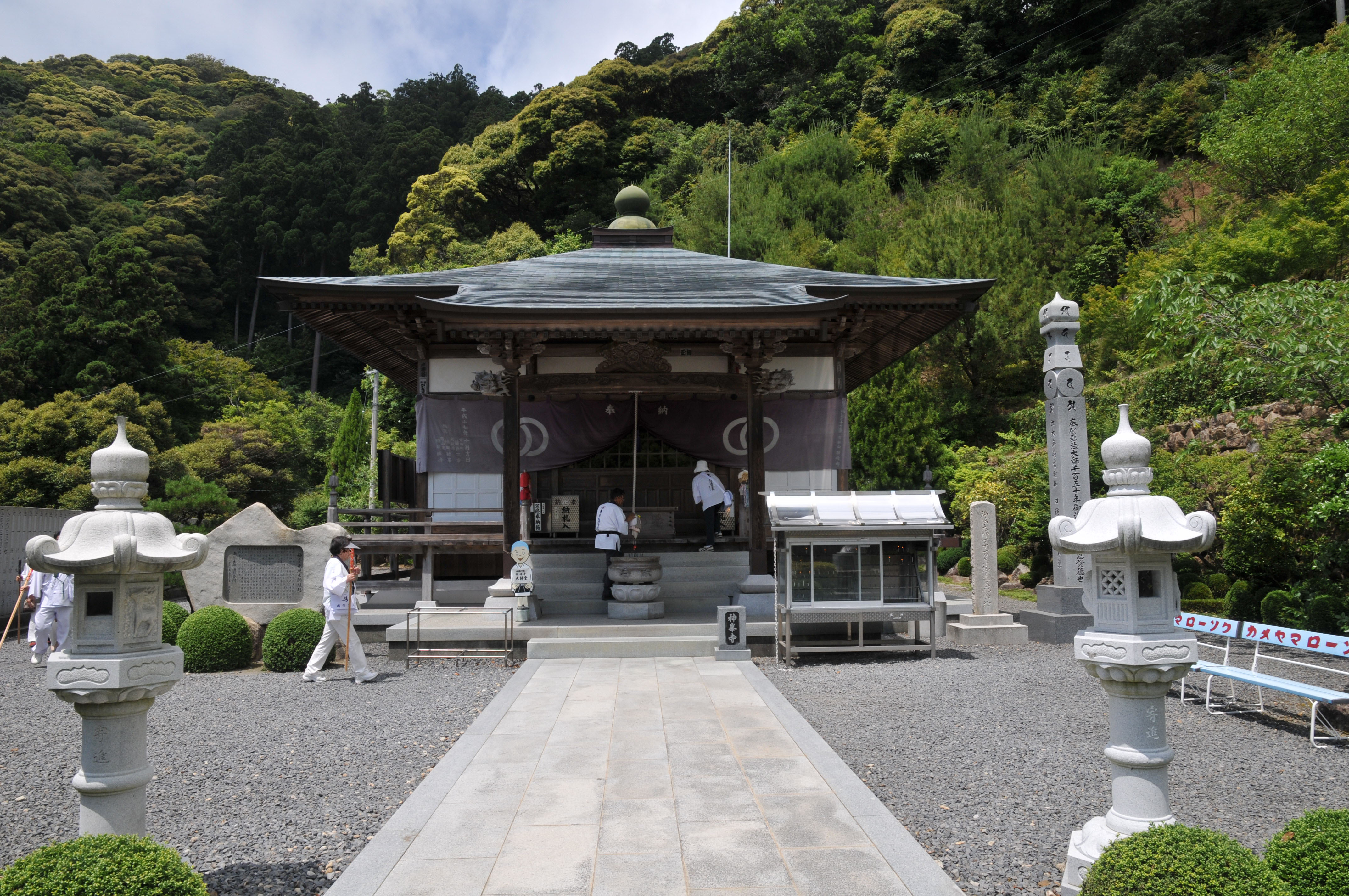
Daishidō
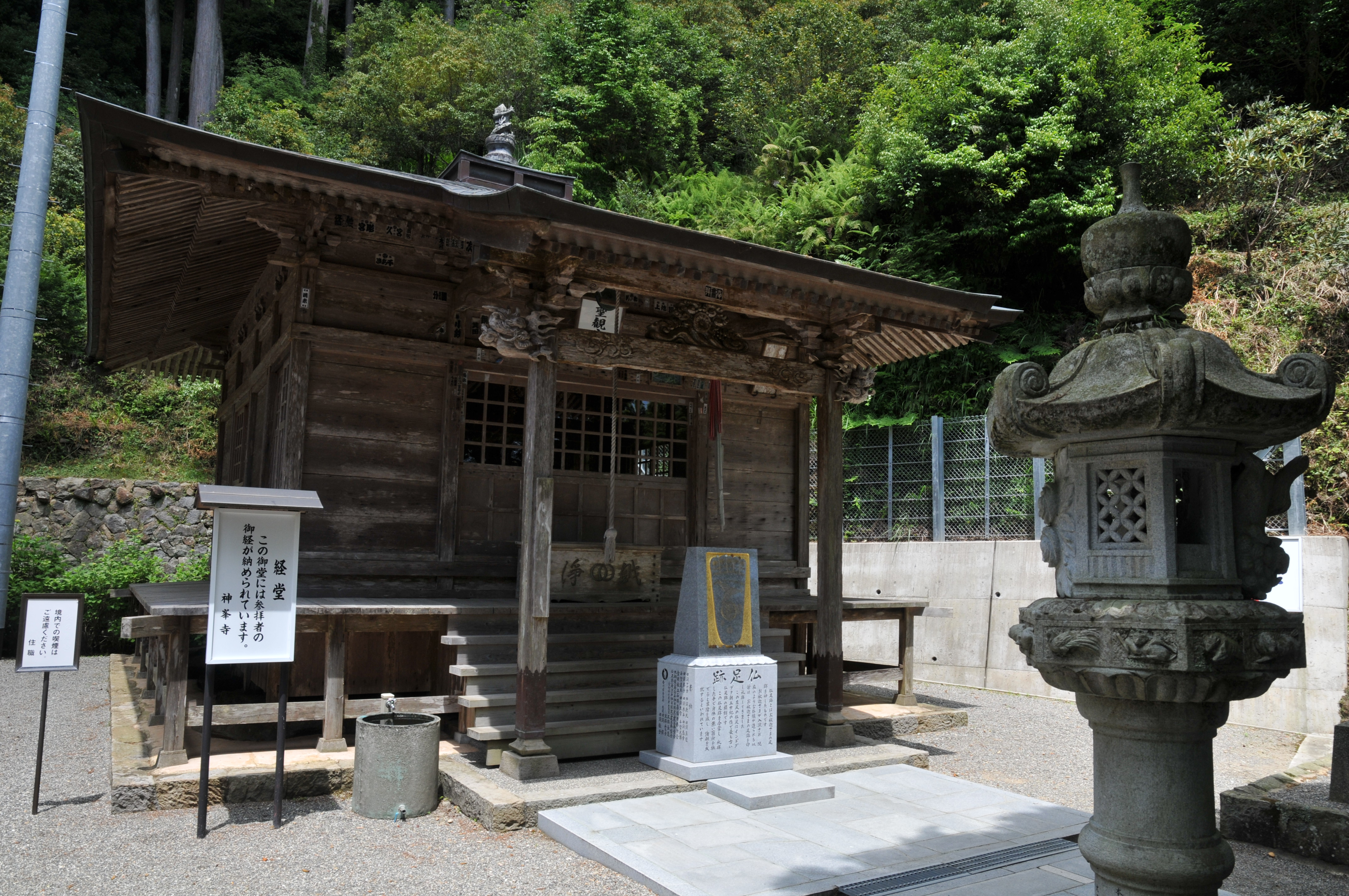
Kyōdō
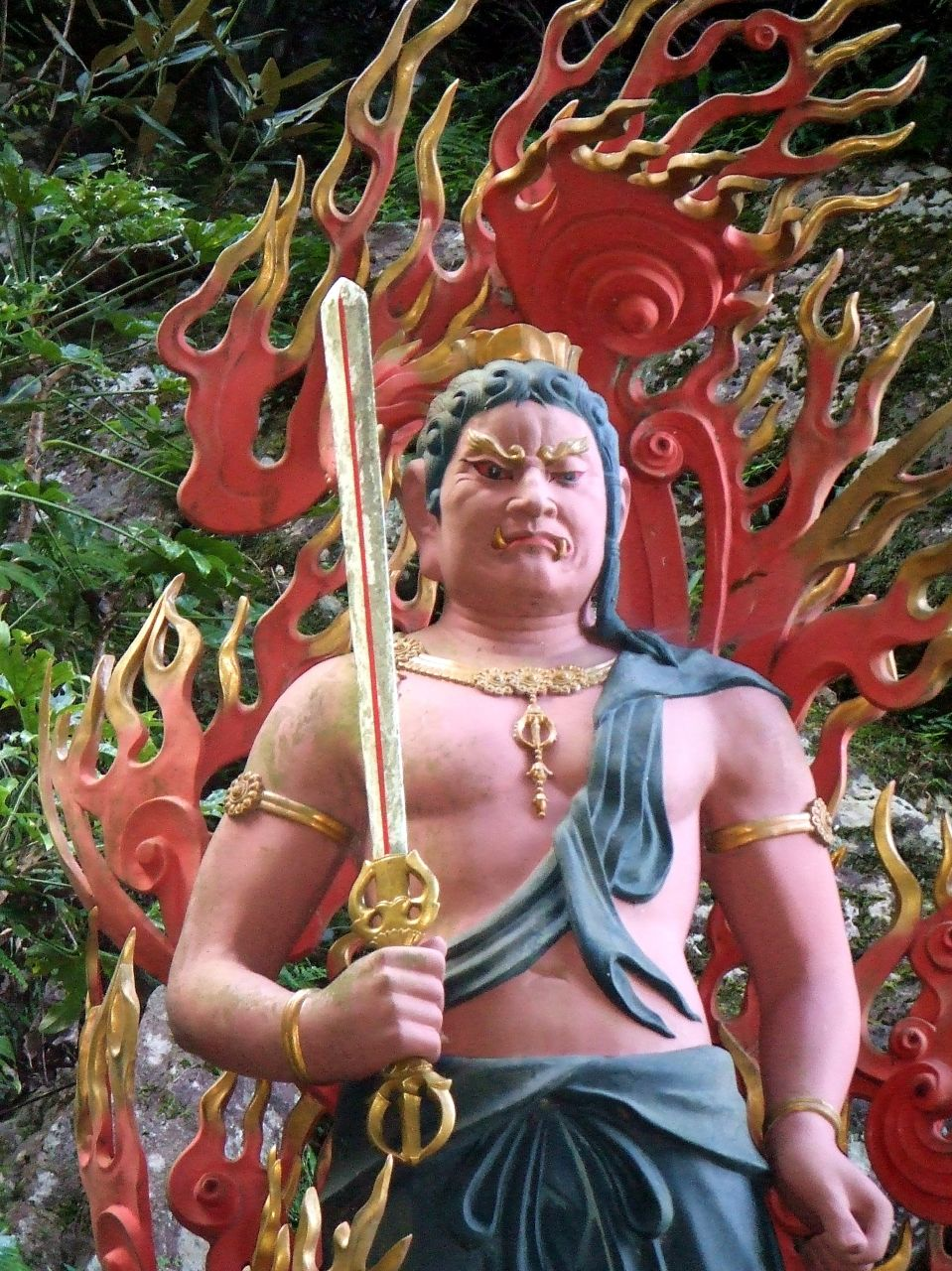
Fudō Myōō